# LEC (Formula 1)

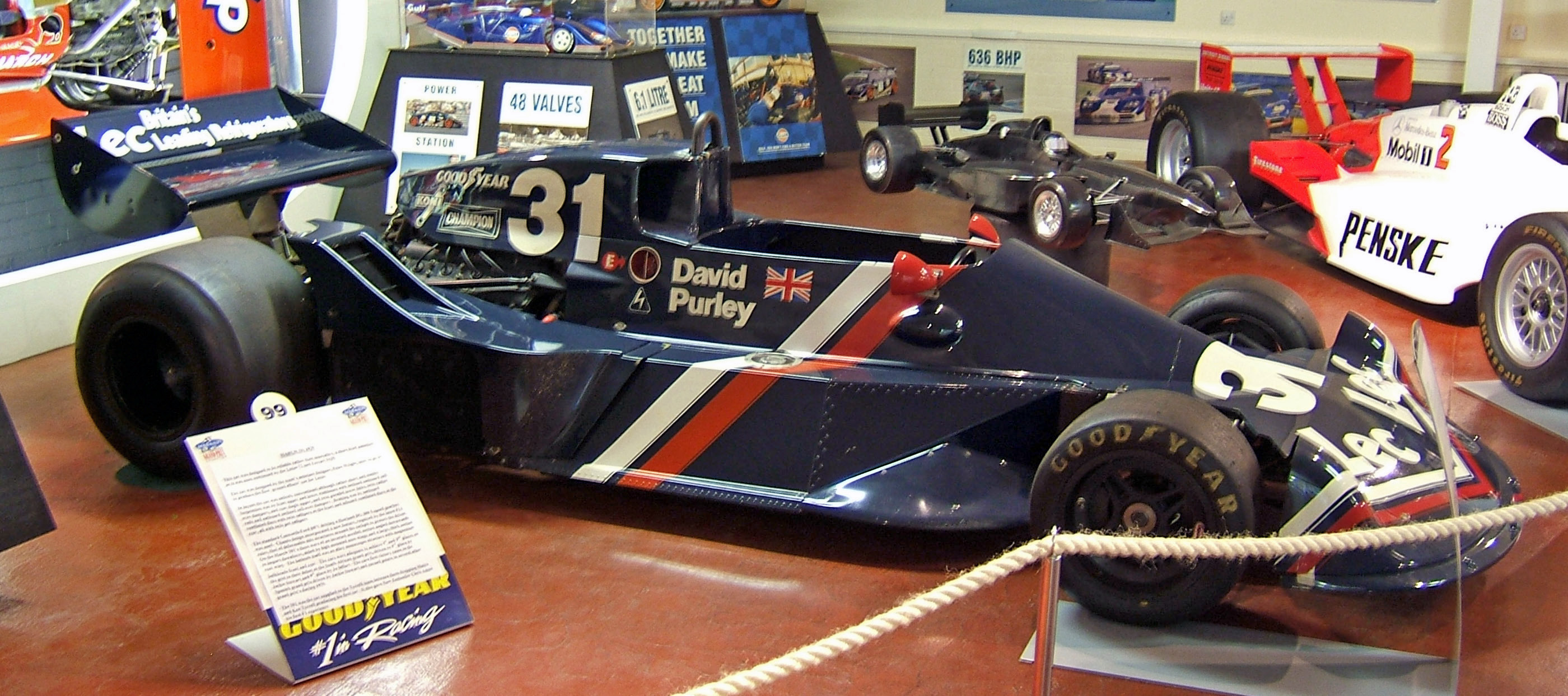
La LEC CRP1 del 1977.

LEC è stato un costruttore di Formula 1 che ha partecipato a soli 3 Gran Premi nella stagione 1977 con David Purley, che ne era anche il proprietario. 
La scuderia prese il nome di LEC dall'azienda familiare di Purley, che produceva frigoriferi. Purley esordì in Formula 1 nel 1973 partecipando a quattro Gran Premi con una March.
Non qualificatasi nel Gran Premio di Spagna 1977, la LEC CRP1 esordì al GP del Belgio, finenendo tredicesima. In un incidente al Gp di Francia la vettura fu danneggiata e la limitatezza del budget non consentì di ripararla interamente. 
Durante le pre qualifiche del successivo Gran Premio di Gran Bretagna la vettura uscì di pista sbattendo contro un terrapieno. David Purley subì decine di fratture alle gambe e si salvò. Scuderia e pilota lasciarono la Formula 1.
Due anni dopo con una vettura identica Purley prese parte ad alcune gare di Formula Aurora.